# Handlungsfähigkeit (Schweiz)
In der schweizerischen Rechtswissenschaft bezeichnet Handlungsfähigkeit die Fähigkeit, durch seine Handlungen Rechte und Pflichten zu begründen (Art. 12  Schweizer Zivilgesetzbuch, ZGB). Voraussetzung der Handlungsfähigkeit ist, volljährig (veraltet mündig) und urteilsfähig zu sein (Art. 13 ZGB).
Volljährig ist, wer das 18. Lebensjahr zurückgelegt hat (Art. 14 ZGB). Urteilsfähig im Sinne des ZGB ist jede Person, der nicht wegen ihres Kindesalters (Minderjährigkeit), infolge geistiger Behinderung, psychischer Störung, Rausch oder ähnlicher Zustände die Fähigkeit mangelt, vernunftgemäss zu handeln (Art. 16 ZGB).

## Bedeutung
Handlungsfähige Personen haben insbesondere die Fähigkeit, Rechtsgeschäfte zu tätigen und rechtsgeschäftsähnliche Handlungen vorzunehmen. Sie sind zugleich prozessfähig. Rechtsgeschäfte handlungsunfähiger Personen sind dagegen grundsätzlich unwirksam.
In Deutschland und Österreich wird die entsprechende Fähigkeit als Geschäftsfähigkeit bezeichnet.
Personen ohne Handlungsfähigkeit ist die tatsächliche oder vermutete Unfähigkeit zur Willensbildung bezüglich einer bestimmten Rechtsfolge gemeinsam. Urteilsfähige, aber handlungsunfähige (minderjährige oder unter umfassender Beistandschaft stehende) Personen können jedoch mit Zustimmung ihres gesetzlichen Vertreters Verpflichtungen eingehen oder Rechte aufgeben. Ohne diese Zustimmung vermögen sie Vorteile zu erlangen, die unentgeltlich sind, sowie geringfügige Angelegenheiten des täglichen Lebens zu besorgen. Sie werden aus unerlaubten Handlungen schadenersatzpflichtig (Art. 19 ZGB), sind also deliktsfähig.
Urteilsfähig und damit fähig, vernunftgemäß zu handeln, ist nur ein Individuum, das einen eigenen Willen bilden kann und in der Lage ist, diesem eigenen Willen gemäß zu handeln. Eine Person ist nicht fähig vernunftgemäß zu handeln, da, wenn sie versucht, ihren Willen zu beeinflussen, sie normalerweise nicht widerstehen kann. Die Ursache dafür kann gem. Art. 16 ZGB biologischer (Kindesalter) oder physiologischer Natur sein (geistige Behinderung, psychische Störung, Rausch oder ähnliche Zustände wie Bewusstlosigkeit oder Intoxikation durch Alkohol oder andere Drogen). 
Über die Urteilsfähigkeit entscheidet das Gericht gegebenenfalls aufgrund medizinischer Begutachtung.
Die Urteilsfähigkeit hängt im Einzelfall von der Natur und der Bedeutung der fraglichen Handlung ab. Sie ist in Bezug auf eine konkrete Handlung und den Zeitpunkt ihrer Vornahme zu beurteilen. Welche Anforderungen jeweils an die Willensbildung und die Fähigkeit, entsprechend zu handeln, zu stellen sind, beurteilt sich nach einer typisierenden Betrachtungsweise anhand eines Vergleichs mit Handlungen ähnlicher Art und Bedeutung (Relativität der Urteilsfähigkeit). 
Für die Urteilsfähigkeit besteht eine tatsächliche Vermutung, es sei denn, sie fehlt offensichtlich, etwa bei einem Kleinkind. Bei Jugendlichen zwischen 12 und 16 Jahren muss die Urteilsfähigkeit im Einzelfall abgeklärt werden. Bei Jugendlichen zwischen 16 und 18 Jahren geht man von Urteilsfähigkeit aus.
Die Kindes- und Erwachsenenschutzbehörde (KESB) kann im Einzelfall Auskunft über die Handlungsfähigkeit bestimmter Personen geben.